# Evelyn Hamann
Evelyn Hamann (6 de agosto de 1942 - 28 de octubre de 2007) fue una actriz televisiva, cinematográfica y de voz de nacionalidad alemana.

## Biografía

### Inicios
Nacida en Hamburgo, Alemania, se formó en la Hochschule für Musik und Theater de Hamburgo, teniendo entre otros profesores a Eduard Marks. Después, Hamann hizo pequeños papeles en el Teatro Thalia de Hamburgo. En 1968 obtuvo su primer compromiso en el Junges Theater de Gotinga, y en 1971 actuó en el Theater und Orchester de Heidelberg, donde pudo trabajar junto a Jürgen Prochnow. Pasados dos años volvió al norte de Alemania, formando parte de la compañía del Theater Bremen. Allí, en 1979 hizo algunos papeles de importancia, como el de Marthe Schwerdtlein en la pieza de Johann Wolfgang von Goethe Urfaust, y el de la vieja en la obra de Eugène Ionesco Die Stühle. Además, en esa época trabajó también como actriz de doblaje.

### Colaboración con Loriot

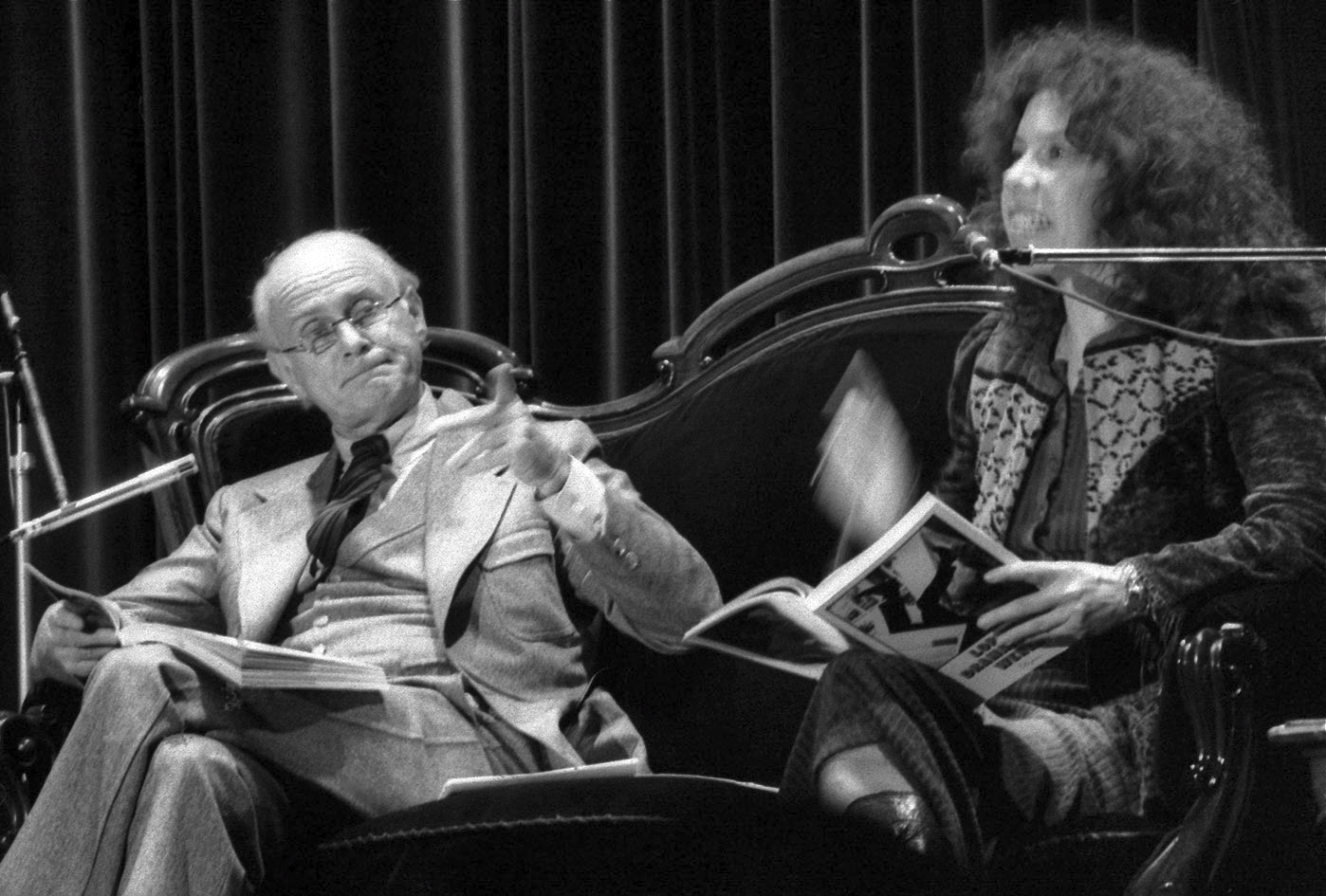
Evelyn Hamann con Vicco von Bülow durante una lectura del libro Loriots dramatische Werke a principios de los años 1980

El director de entretenimiento de Radio Bremen Jürgen Breest, descubrió a Evelyn Hamann actuando en el Theater Bremer mientras buscaba una actriz para trabajar en la serie Loriot.
A partir del año 1976, se hizo conocida como compañera de actuación de Loriot en numerosos sketches producidos para un amplio público. Con su semblante serio y su humor seco hanseático, participó en números como Die Nudel, Kosakenzipfel, Jodeldiplom o Die zwei Cousinen.
Hamann también actuó en las películas de 1988 y 1991 protagonizadas por Loriot Ödipussi y Pappa ante Portas, encarnando al principal personaje femenino. 
Loriot se despidió de su difunta socia Evelyn Hamann en el show televisivo Beckmann el 29 de octubre de 2007 con unas sentidas palabras en su recuerdo.

### Trabajos posteriores
En los años 1980 hizo, entre otros papeles, el de Carsta Michaelis en la serie Die Schwarzwaldklinik. Más adelante actuó de manera regular, con el papel de Thea, en la serie Der Landarzt.
Entre 1993 y 2005 protagonizó la serie televisiva Evelyn Hamanns Geschichten aus dem Leben. A partir de 1993 actuó junto a Heinz Baumann, Tilo Prückner, Gisela May, Gerhard Garbers y otros en la serie televisiva de NDR Adelheid und ihre Mörder, de la cual se emitieron seis temporadas con un total de 65 episodios.

### Lecturas y emisiones radiofónicas
Hamann también se hizo un nombre gracias a las lecturas literarias y a los audiolibros, entre ellos de novelas de Patricia Highsmith. En la serie radiofónica Der letzte Detektiv, en el episodio Eurobaby dio voz a Prätorius.

### Vida privada

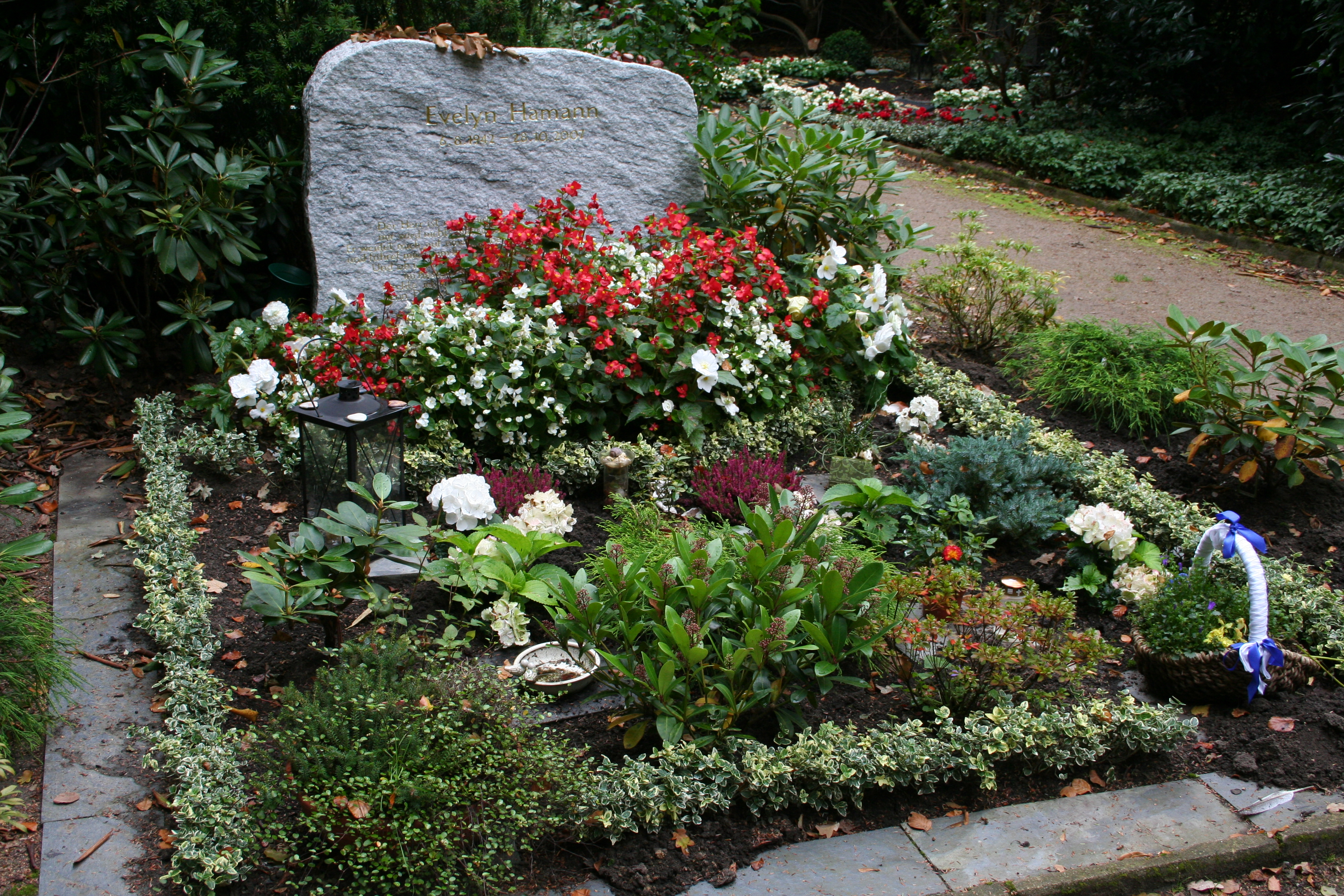
Tumba de Evelyn Hamann (2009)

Evelyn Hamann pertenecía a una familia de músicos. Su padre, Bernhard Hamann, era violinista y concertista de la Orquesta NDR de la Filarmónica del Elba, además de fundador del Cuarteto Hamann, y su madre era cantante y profesora de música. Su abuelo fue concertista en Berlín, y su hermano Gerhard Hamann fue profesor de violoncello en la Hochschule für Musik Trossingen. 
Desde 1964 a 1976 estuvo casada con Hans Walter Braun, a quien conoció en el Theater Hamburg. Tras divorciarse, ella vivió en Hamburgo junto a su compañero, el actor Stefan Behrens.
Evelyn Hamann falleció el 28 de octubre de 2007 en Hamburgo, a causa de un linfoma diagnosticado diez meses antes. El 16 de noviembre de 2007 fue enterrada en el Cementerio Alter Niendorfer de Hamburgo.

## Filmografía (selección)

### Televisión
- 1968 : Das Hafenkrankenhaus, episodio Der Verkehrsunfall
- 1968 : Vier Stunden von Elbe 1
- 1976–1979 : Loriot I–VI
- 1979 :  St. Pauli-Landungsbrücken, episodio Tunnelfeger Kurt Poddich
- 1979 : Was wären wir ohne uns?
- 1980 : Der Floh im Ohr
- 1981 : Tegtmeier klärt auf
- 1981/1986/1996/2004 : Das Traumschiff
- 1982 : Was wären wir ohne uns
- 1983 : Nesthäkchen
- 1983 : Loriot: Der 60. Geburtstag
- 1984 : Helga und die Nordlichter
- 1985 : Grenzenloses Himmelblau
- 1986 : Hessische Geschichten, episodio Erna mon amour
- 1986–1989 : Die Schwarzwaldklinik
- 1986–1989 : Der Landarzt
- 1987 : Evelyn und die Männer
- 1987 : Tatort, episodio Tod im Elefantenhaus
- 1988 : Loriot: Der 65. Geburtstag
- 1989 : Der Alte, episodio Ausgestiegen
- 1989/1991/1992 : Der Millionenerbe
- 1989/1991/1992 : Kein pflegeleichter Fall
- 1991 : Glückliche Reise
- 1991 : Der Alte, episodio Kälter als der Tod
- 1992 : Der Alte, episodio Die Akte
- 1993 : Vater braucht eine Frau
- 1993 : Loriot: Der 70. Geburtstag
- 1993–2005 : Evelyn Hamanns Geschichten aus dem Leben
- 1993–2007 : Adelheid und ihre Mörder
- 1999 : Wut im Bauch
- 2001 : Ehemänner und andere Lügner
- 2003 : Loriots 80. Geburtstag
- 2005 : Die Schwarzwaldklinik: Die nächste Generation

### Cine
- 1978 : Der Pfingstausflug
- 1982 : Piratensender Powerplay
- 1982 : Wer spinnt denn da, Herr Doktor?
- 1988 : Ödipussi
- 1991 : Pappa ante Portas

## Rdio
- 1986 : Johannes Bobrowski: Boehlendorff, dirección de Albrecht Surkau (Radio Bremen)
- 1997 : Ingrid Noll: Der Hahn ist tot, dirección de Ulrike Brinkmann (Deutschlandradio, Berlín)

## Honores y premios
- 1977 : Verleihung der Goldenen Kamera, al mejor papel de reparto por Loriot
- 1987 : Verleihung der Goldenen Kamera (nominada por  Evelyn und die Männer)
- 1993 : Orden del Mérito de la República Federal de Alemania
- 1997 : Premio Telestar
- 1997 : Bayerischer Fernsehpreis
- 1998 : Comisaria Honoraria de la Policía Bávara
- 2000 : DIVA – Deutscher Entertainment Preis
- 2002 : Premio Münchhausen-Preis